# Байсарович Андрій Володимирович
Андрій Володимирович Байсарович (нар. 16 жовтня 1970) — колишній український футболіст, що виступав на позиції воротаря. Відомий за виступами у клубі української вищої ліги «Волинь». Після завершення ігрової кар'єри — футбольний арбітр.

## Клубна кар'єра
Андрій Байсарович розпочав свою футбольну кар'єру виступами у першості області за аматорський клуб із Луцька «Прилад» у 1985 році, наступного року грає також у першості області за ковельський «Сільмаш». Наступного року молодого голкіпера запрошують у головну команду області — «Торпедо» з Луцька, яке на той час виступало в другій союзній лізі. Проте у першому своєму сезоні в команді майстрів Андрій Байсарович зіграв лише 2 матчі, лише зрідка підміняючи значно досвідченішого Михайла Бурча. Після закінчення сезону Байсарович знову продовжив виступи за аматорський клуб «Прилад». У 1990 році воротар знову повернувся до головної команди області, яка повернула собі історичну назву «Волинь», проте й цього разу він був лише дублером більш досвідченіших голкіперів Михайла Бурча та Сергія Чабана, і зіграв у буферній зоні другої ліги лише 2 матчі. Після закінчення сезону Андрій Байсарович перейшов до аматорського клубу «Електрик» з Луцька, де грав протягом 2 років. Улітку 1992 року голкіпер повернувся до складу «Волині», яка вже грала у вищій українській лізі. Проте й цього разу футболіст був лише третім воротарем клубу після Володимира Марчука та Михайла Бурча, і зіграв у вищій лізі лише 1 матч та 2 матчі у Кубку України. Наступного сезону Байсарович був другим воротарем клубу після Володимира Марчука, і зіграв 5 матчів у чемпіонаті України та 2 матчі Кубку. У сезоні 1994—1995 року Андрій Байсарович зіграв лише 1 матч у чемпіонаті України, та закінчив виступи на футбольних полях.

## Суддівська кар'єра
Після деякої перерви Андрій Байсарович повернувся у великий футбол в 1998 році як суддя. Колишній футболіст виступав у ролі помічника арбітра в матчах другої української ліги, першої ліги та Кубка України. Останній матч як лайнсмен провів 18 листопада 2006 року між чернівецькою «Буковиною» і долинським «Нафтовиком». Натепер працює спостерігачем арбітражу, як у матчах професійних ліг, так і у чемпіонаті області.

## Особисте життя
Батько Андрія Байсаровича, Володимир Миколайович Байсарович, також був футболістом «Волині» у 60-х роках ХХ століття, пізніше працював тренером ДЮСШ, та був першим головним тренером команди після відродження у Луцьку профспілкового футбольного клубу майстрів.

## Скандали
У ніч з 31 жовтня на 1 листопада 2015 року Андрій Байсарович був затриманий працівниками патрульної поліції Луцька за підозрою у керуванні автомобілем у нетверезому стані. При затриманні Байсарович не мав при собі ані водійських прав, ані документів на автомобіль. Колишній футболіст чинив опір поліцейським та погрожував їм, зокрема, згадуючи про свої зв'язки з криміналітетом. Пізніше Байсарович погодився пройти освідчення на стан сп'яніння в наркодиспансері, де було підтверджено, що колишній футболіст знаходиться у стані алкогольного сп'яніння. Після освідчення працівниками поліції на Байсаровича було складено протокол про адміністративне правопорушення.